# 紫背闪羽蜂鸟
，是雨燕目蜂鸟科的一种鸟类。
紫背闪羽蜂鸟体重约7克，翼长约81毫米，嘴峰长约20.3毫米，喙宽度约2.5毫米，喙厚度约2.1毫米，跗蹠长约8.1毫米，尾长约47.4毫米。紫背闪羽蜂鸟在其分布区内为留鸟，其栖息在半开放的灌木丛中，食性为草食性，主要食物来源是植物的花蜜。
紫背闪羽蜂鸟分布于秘鲁北部安第斯山脉东坡的拉利伯塔德大区和安卡什大区等地。该物种是单型物种，没有亚种分化。